# Derbe longitudinalis
Derbe longitudinalis är en insektsart som beskrevs av William Lucas Distant 1907. Derbe longitudinalis ingår i släktet Derbe och familjen Derbidae. Inga underarter finns listade i Catalogue of Life.